# CPI do Judiciário
A CPI do Judiciário, foi criada em março de 1999, durante o governo FHC por requerimento do Senador Antônio Carlos Magalhães, destinada à apuração de denúncias concretas da existência de irregularidades praticadas por integrantes de tribunais superiores, de tribunais regionais e de tribunais de Justiça. A comissão foi presidida pelo Senador Ramez Tebet e teve como relator o Senador Paulo Souto.

## Investigações
A CPI investigou principalmente a ligação do senador Luiz Estevão com o desvio de 169 milhões de reais nas obras do Tribunal Regional do Trabalho em São Paulo.
Na CPI também foram discutidos assuntos como a Reforma do Judiciário.

## Críticas
Amplamente criticada, em especial por magistrados, a CPI foi acusada de ser oportunista, coronelista, imprudente e afronta o princípio constitucional da separação dos Poderes e criando um verdadeiro "tribunal de exceção", sem contar a questão de não ter começado com fatos determinados e a falta de uma atuação técnica e imparcial na análise dos fatos.